# 大扎蓋齊
49°59′56″N 26°1′3″E / 49.99889°N 26.01750°E
大扎海齊（烏克蘭語：Вели́кі Зага́йці），是烏克蘭的村落，位於該國西部捷爾諾波爾州，由克列梅涅茨區負責管轄，始建於1345年，面積7.31平方公里，2001年人口1,258，人口密度每平方公里172.2人。